# Rengle d'habitatges al carrer Taulí, 74-96 (Sabadell)
El Rengle d'habitatges al carrer Taulí, 74-96 és una obra de Sabadell (Vallès Occidental) protegida com a Bé Cultural d'Interès Local.

## Descripció
Promoció d'habitatges que ocupa tot un front d'illa. Els habitatges es componen de planta baixa i pis formant un nombre de quatre unitats situades a l'eixampla de la Creu Alta. Cadascuna d'elles disposa de tres portals, col·locats un al costat de l'altre donant accés a les cases, on el laterals corresponen als dos habitatges de la planta baixa i el central és comú als dos pisos. El parament dels murs presenta una decoració senzilla i es limita a la utilització de l'estuc en l'emmarcament de portes i finestres. Destaca la particular disposició dels accessos als habitatges.